# Élections cantonales de 2011 dans les Hautes-Alpes
Les élections cantonales ont eu lieu les 20 et 27 mars 2011.

## Contexte départemental

### Assemblée départementale sortante
| Parti                             | Sigle | Sigle | Élus |
| --------------------------------- | ----- | ----- | ---- |
| Majorité (15 sièges)              |       |       |      |
| Union pour un mouvement populaire |       | UMP   | 9    |
| Divers droite                     |       | DVD   | 6    |
| Opposition (15 sièges)            |       |       |      |
| Parti socialiste                  |       | PS    | 7    |
| Divers gauche                     |       | DVG   | 4    |
| Parti radical de gauche           |       | PRG   | 3    |
| Divers droite                     |       | DVD   | 1    |
| Président du Conseil général      |       |       |      |
| Jean-Yves Dusserre (UMP)          |       |       |      |

### Assemblée départementale élue
| Parti                             | Sigle | Sigle | Élus |
| --------------------------------- | ----- | ----- | ---- |
| Majorité (16 sièges)              |       |       |      |
| Union pour un mouvement populaire |       | UMP   | 8    |
| Divers droite                     |       | DVD   | 8    |
| Opposition (14 sièges)            |       |       |      |
| Parti socialiste                  |       | PS    | 6    |
| Divers gauche                     |       | DVG   | 4    |
| Parti radical de gauche           |       | PRG   | 3    |
| Divers droite                     |       | DVD   | 1    |
| Président du Conseil général      |       |       |      |
| Jean-Yves Dusserre (UMP)          |       |       |      |

## Résultats à l'échelle du département

### Résultats départementaux
| Étiquette      | Étiquette                                             | Premier tour | Premier tour | Second tour | Second tour | Sièges |
| Étiquette      | Étiquette                                             | Voix         | %            | Voix        | %           | Sièges |
| -------------- | ----------------------------------------------------- | ------------ | ------------ | ----------- | ----------- | ------ |
|                | Parti socialiste                                      | 4 272        | 14,24        | 2 253       | 11,84       | 4      |
|                | Parti radical de gauche                               | 3 380        | 11,27        | 3 658       | 19,23       | 3      |
|                | Europe Écologie Les Verts                             | 2 690        | 8,97         |             |             |        |
|                | Parti communiste français                             | 2 209        | 7,37         | 670         | 3,52        | 0      |
|                | Divers gauche                                         | 1 820        | 6,07         | 1 423       | 7,48        | 1      |
|                | La Gauche moderne                                     | 763          | 2,54         | 1 110       | 5,83        | 0      |
|                | Fédération pour une alternative sociale et écologique | 444          | 1,48         | 1 065       | 5,60        | 0      |
|                | Nouveau Parti anticapitaliste                         | 116          | 0,39         |             |             |        |
| Gauche         | Gauche                                                | 15 694       | 52,33        | 10 179      | 53,50       | 8      |
|                |                                                       |              |              |             |             |        |
|                | Union pour un mouvement populaire                     | 6 182        | 20,71        | 3 641       | 19,14       | 4      |
|                | Divers droite                                         | 5 682        | 18,95        | 5 204       | 27,35       | 3      |
|                | Front national                                        | 2 404        | 8,02         |             |             |        |
| Droite         | Droite                                                | 14 268       | 47,67        | 8 845       | 46,50       | 7      |
|                |                                                       |              |              |             |             |        |
| Inscrits       | Inscrits                                              | 53 862       | 100,00       | 36 175      | 100,00      |        |
| Abstention     | Abstention                                            | 22 913       | 42,54        | 16 043      | 44,35       |        |
| Votants        | Votants                                               | 30 949       | 57,46        | 20 132      | 55,65       |        |
| Blancs et nuls | Blancs et nuls                                        | 957          | 3,09         | 1 108       | 5,50        |        |
| Exprimés       | Exprimés                                              | 29 992       | 96,91        | 19 024      | 94,50       |        |

### Élus par canton
| Canton                    | Conseiller sortant    | Parti | Parti | Conseiller élu        | Parti | Parti |
| ------------------------- | --------------------- | ----- | ----- | --------------------- | ----- | ----- |
| Aiguilles                 | Jean-Claude Catala    |       | PRG   | Jean-Louis Poncet     |       | DVD   |
| Briançon-Nord             | Gérard Fromm          |       | PS    | Gérard Fromm          |       | PS    |
| Chorges                   | Bernard Allard-Latour |       | PRG   | Bernard Allard-Latour |       | PRG   |
| Gap-Centre                | Roger Didier          |       | DVD   | Roger Didier          |       | DVD   |
| Gap-Sud-Est               | Bernard Jaussaud      |       | PS    | Bernard Jaussaud      |       | PS    |
| L'Argentière-la-Bessée    | Raymond Marigne       |       | UMP   | Pierre Denis          |       | PRG   |
| La Bâtie-Neuve            | Joël Bonnaffoux       |       | PS    | Joël Bonnaffoux       |       | PS    |
| Le Monêtier-les-Bains     | Alain Fardella        |       | PRG   | Alain Fardella        |       | PRG   |
| Rosans                    | Nicolas Rosin         |       | PS    | Gérard Tenoux         |       | DVD   |
| Saint-Bonnet-en-Champsaur | Jean-Yves Dusserre    |       | UMP   | Jean-Yves Dusserre    |       | UMP   |
| Saint-Firmin              | Marc Zecconi          |       | DVG   | Marc Zecconi          |       | DVG   |
| Savines-le-Lac            | Victor Bérenguel      |       | UMP   | Victor Bérenguel      |       | UMP   |
| Serres                    | Michel Roy            |       | UMP   | Michel Roy            |       | UMP   |
| Tallard                   | Jean-Michel Arnaud    |       | UMP   | Jean-Michel Arnaud    |       | UMP   |
| Veynes                    | Louis Massot          |       | PS    | Louis Massot          |       | PS    |

## Résultats par canton

### Canton d'Aiguilles
Après avoir arraché le canton d'Aiguilles à la droite qui le détenait depuis 55 ans en 2004, le radical de gauche Jean-Claude Catala est cette fois sévèrement sanctionné. Le conseiller municipal de Molines-en-Queyras est en effet battu dès le premier tour emporté en majorité absolue par le seul candidat de droite, Jean-Louis Poncet, maire de Château-Ville-Vieille. Cette unité de la droite a dû certainement mieux réunir les électeurs qu'en 2004 où se présentaient alors un divers droite, deux candidats déclarés UMP (dont le sortant de l'époque) et un du FN. Cette désunion est observée cette fois-ci surtout à gauche avec trois candidats, le sortant radical donc, un écologiste, l'activiste Hervé Gasdon (président de la SAPN) et un communiste, l'ancien maire d'Abriès, Claude Wursteisen, candidat pour la cinquième fois, qui perd une centaine de voix par rapport à 2004. L'abstention est en légère augmentation : + 6 % par rapport à 2004.
| Candidat       | Candidat             | Parti          | Premier tour | Premier tour |
| Candidat       | Candidat             | Parti          | Voix         | %            |
| -------------- | -------------------- | -------------- | ------------ | ------------ |
|                | Jean-Louis Poncet    | DVD            | 635          | 51,58        |
|                | Jean-Claude Catala * | PRG            | 259          | 23,48        |
|                | Hervé Gasdon         | EELV           | 157          | 12,75        |
|                | Claude Wursteisen    | PCF            | 150          | 12,19        |
|                |                      |                |              |              |
| Inscrits       | Inscrits             | Inscrits       | 1 849        | 100,00       |
| Abstention     | Abstention           | Abstention     | 572          | 30,94        |
| Votants        | Votants              | Votants        | 1 277        | 69,06        |
| Blancs et nuls | Blancs et nuls       | Blancs et nuls | 46           | 3,60         |
| Exprimés       | Exprimés             | Exprimés       | 1 231        | 96,40        |

### Canton de Briançon-Nord
Deux ans après avoir conquis la mairie de Briançon et mis un terme à 18 ans de direction de la droite, Gérard Fromm n'avait pas grand souci à se faire quant à sa réélection au conseil général. Effectivement, le nouveau maire socialiste de la sous-préfecture est assez largement réélu pour un troisième mandat face à un de ses opposants municipaux, le jeune candidat UMP Romain Gryzka. Ce dernier souffrait déjà de la présence d'un autre candidat de droite qu'il n'a devancé que de 17 voix au premier tour, l'indépendant Jean-Louis Chevalier, ancien maire du village de Névache, soutenu par la majorité départementale. La performance de l'écologiste Joël Pruvot est honorable puisqu'il enregistre une progression de 60 voix environ par rapport à 1998 et le FN est assez stable par rapport à 2004 cette fois en gagnant timidement une trentaine de voix. On remarquera une hausse significative de l'abstention qui gagne 21 % au premier tour et 23 au second par rapport à 2004. (ce qui cause un paradoxe de score pour Gérard Fromm : il gagne près de 10 % mais perd presque 250 voix)
| Candidats      | Candidats            | Parti          | Premier tour | Premier tour | Second tour | Second tour |
| Candidats      | Candidats            | Parti          | Voix         | %            | Voix        | %           |
| -------------- | -------------------- | -------------- | ------------ | ------------ | ----------- | ----------- |
|                | Gérard Fromm *       | PS             | 643          | 38,83        | 992         | 63,71       |
|                | Romain Gryzka        | UMP            | 272          | 16,43        | 565         | 36,29       |
|                | Jean-Louis Chevalier | DVD            | 255          | 15,40        |             |             |
|                | Joël Pruvot          | EÉLV           | 251          | 15,16        |             |             |
|                | Michelle Thivolle    | FN             | 189          | 11,41        |             |             |
|                | Sabin Roubaud        | DVD            | 46           | 2,78         |             |             |
|                |                      |                |              |              |             |             |
| Inscrits       | Inscrits             | Inscrits       | 3 675        | 100,00       | 3 675       | 100,00      |
| Abstentions    | Abstentions          | Abstentions    | 1 974        | 53,71        | 1 943       | 52,87       |
| Votants        | Votants              | Votants        | 1 701        | 46,29        | 1 732       | 47,13       |
| Blancs et nuls | Blancs et nuls       | Blancs et nuls | 45           | 2,65         | 175         | 10,10       |
| Exprimés       | Exprimés             | Exprimés       | 1 656        | 97,35        | 1 557       | 89,90       |

*sortant

### Canton de Chorges
Bernard Allard-Latour, conseiller depuis 1998, obtient pour la troisième fois la confiance des électeurs en l'emportant largement une nouvelle fois face au même candidat de la droite, Alain Durand. Malgré son départ du PS pour les radicaux de gauche, le maire du village de Remollon depuis 1983 obtient une centaine de voix de plus qu'au premier tour des élections cantonales de 2004. Son élection avait alors été facilitée par l'union de la gauche derrière sa candidature, cette fois concurrencée par celle de Francine Michel, la maire écologiste de la commune voisine, Espinasses, qui réussit à mobiliser plus de 300 électeurs, soit 130 voix environ de plus que la dernière fois où les Verts s'étaient présentés, en 1992. On note sinon à droite, un nombre de voix stable entre 2004 et ce second tour mais du même coup, 300 voix de moins si on se réfère au premier tour uniquement et ce, alors que l'extrême droite progresse d'une centaine de voix.
| Candidats      | Candidats               | Parti          | Premier tour | Premier tour | Second tour | Second tour |
| Candidats      | Candidats               | Parti          | Voix         | %            | Voix        | %           |
| -------------- | ----------------------- | -------------- | ------------ | ------------ | ----------- | ----------- |
|                | Bernard Allard-Latour * | PRG            | 955          | 41,11        | 1 351       | 58,54       |
|                | Alain Durand            | UMP            | 657          | 28,28        | 957         | 41,46       |
|                | Francine Michel         | EÉLV           | 315          | 13,56        |             |             |
|                | Joël Reis               | FN             | 280          | 12,05        |             |             |
|                | Sébastien Ibanez        | NPA            | 116          | 4,99         |             |             |
|                |                         |                |              |              |             |             |
| Inscrits       | Inscrits                | Inscrits       | 3 675        | 100,00       | 3 675       | 100,00      |
| Abstentions    | Abstentions             | Abstentions    | 1 277        | 34,75        | 1 244       | 33,85       |
| Votants        | Votants                 | Votants        | 2 398        | 65,25        | 2 431       | 66,15       |
| Blancs et nuls | Blancs et nuls          | Blancs et nuls | 75           | 3,13         | 123         | 5,06        |
| Exprimés       | Exprimés                | Exprimés       | 2 323        | 96,87        | 2 308       | 94,94       |

*sortant

### Canton de Gap-Centre
Le centre de la préfecture des Hautes-Alpes fait à nouveau confiance à Roger Didier qui obtient ainsi un troisième mandat. Mais le contexte a beaucoup changé depuis 2004 : alors radical de gauche et simple conseiller municipal, Roger Didier revient cette fois en tant que maire de Gap et candidat de la majorité présidentielle. Malgré ce changement de bord, les électeurs lui font donc à nouveau confiance face au candidat communiste, Jean-Claude Eyraud, un de ses opposants au conseil municipal. Ce dernier aura au moins réussi à dépasser au premier tour la militante socialiste, Marie-José Allemand, qui voit le nombre des électeurs de son parti se réduire de moitié par rapport au premier tour des élections de 2004, perte toujours moins forte que celle du PRG trahi par Roger Didier, dont le candidat perd 800 voix par rapport à 2004, bon dernier de ce scrutin derrière un FN stable en voix par rapport à 2004.
| Candidats      | Candidats           | Parti          | Premier tour | Premier tour | Second tour | Second tour |
| Candidats      | Candidats           | Parti          | Voix         | %            | Voix        | %           |
| -------------- | ------------------- | -------------- | ------------ | ------------ | ----------- | ----------- |
|                | Roger Didier *      | DVD            | 965          | 43,04        | 1 281       | 54,60       |
|                | Jean-Claude Eyraud  | FASE           | 444          | 19,80        | 1 065       | 45,40       |
|                | Marie-José Allemand | PS             | 383          | 17,08        |             |             |
|                | Denis Fabre         | FN             | 299          | 13,34        |             |             |
|                | Christophe Peyre    | PRG            | 151          | 6,74         |             |             |
|                |                     |                |              |              |             |             |
| Inscrits       | Inscrits            | Inscrits       | 5 658        | 100,00       | 5 658       | 100,00      |
| Abstentions    | Abstentions         | Abstentions    | 3 333        | 58,91        | 3 179       | 56,19       |
| Votants        | Votants             | Votants        | 2 325        | 41,09        | 2 479       | 43,81       |
| Blancs et nuls | Blancs et nuls      | Blancs et nuls | 83           | 3,57         | 133         | 5,37        |
| Exprimés       | Exprimés            | Exprimés       | 2 242        | 96,43        | 2 346       | 94,63       |

*sortant

### Canton de Gap-Sud-Est
Le socialiste Bernard Jaussaud parvient à obtenir un troisième mandat de conseiller général de Gap face à l'adjoint au maire (La Gauche moderne) de la ville, Pascal Lissy. Toutefois, le conseiller municipal socialiste doit céder du terrain face à la droite alors que l'abstention bondit de 23 points au second tour. À tel point que le candidat de centre droit a bien failli ravir la première place au conseiller sortant au premier tour. Cela peut s'expliquer, en plus de l'abstention montante, par l'union de la droite derrière Pascal Lissy, le renforcement des écologistes qui gagnent près de 150 voix par rapport à 2004 et la stabilisation de l'électorat communiste. Malgré cette fédération à droite, on observe une chute de 600 voix au premier tour (400 au second) environ pour cet électorat, similaire à celle des voix de Bernard Jaussaud au premier comme au second tour. 
| Candidats      | Candidats               | Parti          | Premier tour | Premier tour | Second tour | Second tour |
| Candidats      | Candidats               | Parti          | Voix         | %            | Voix        | %           |
| -------------- | ----------------------- | -------------- | ------------ | ------------ | ----------- | ----------- |
|                | Bernard Jaussaud *      | PS             | 772          | 32,27        | 1 261       | 53,18       |
|                | Pascal Lissy            | LGM            | 763          | 31,90        | 1 110       | 46,82       |
|                | Martine Lelievre-Maaziz | FN             | 408          | 17,06        |             |             |
|                | Michel Olivier          | EÉLV           | 240          | 10,03        |             |             |
|                | Gilbert Piussi          | PCF            | 209          | 8,74         |             |             |
|                |                         |                |              |              |             |             |
| Inscrits       | Inscrits                | Inscrits       | 6 282        | 100,00       | 6 282       | 100,00      |
| Abstentions    | Abstentions             | Abstentions    | 3 791        | 60,35        | 3 693       | 58,79       |
| Votants        | Votants                 | Votants        | 2 491        | 39,65        | 2 589       | 41,21       |
| Blancs et nuls | Blancs et nuls          | Blancs et nuls | 99           | 3,97         | 218         | 8,42        |
| Exprimés       | Exprimés                | Exprimés       | 2 392        | 96,03        | 2 371       | 91,58       |

*sortant

### Canton de L'Argentière-la-Bessée
Après une trentaine d'années de domination de la droite, L'Argentière-la-Bessée se choisit un nouveau camp. Le canton le plus disputé du département, 7 candidats, choisit finalement le radical de gauche Pierre Denis pour succéder à Raymond Marigne, vice président divers droite du conseil général, réélu dès le premier tour en 2004, qui ne se représentait pas. Le maire de Saint-Martin-de-Queyrières l'emporte face à la candidate divers droite qui l'avait devancé de peu au premier tour, Marie-Noëlle Disdier, conseillère municipale de L'Argentière-la-Bessée. Mais avant d'en arriver à ce second tour, la compétition ne fut pas aisée au premier tour pour les deux candidats : à gauche, Pierre Denis doit faire face au candidat communiste mais surtout à son propre premier adjoint au maire, Vincent Leleu, candidat des Verts, qui obtient tout de même la troisième place et près de 500 voix. À sa droite, Mme Disdier voit s'opposer à elle le candidat FN qui maintient un socle d'environ 200 électeurs pour son camp et le maire UMP du village de Freissinières, Cyrille Drujon d'Astros, qui obtient finalement un score assez médiocre en comparaison du candidat officiel UMP de l'époque, Raymond Marigne, puisqu'il perd près de 1600 voix par rapport au conseiller sortant à l'époque. À tous ces candidats, s'est également ajouté Patrick Vigne, adjoint au maire de L'Argentière-la-Bessée, se présentant en tant qu'indépendant et il obtient un score honorable mais insuffisant pour l'emporter.
| Candidats      | Candidats               | Parti          | Premier tour | Premier tour | Second tour | Second tour |
| Candidats      | Candidats               | Parti          | Voix         | %            | Voix        | %           |
| -------------- | ----------------------- | -------------- | ------------ | ------------ | ----------- | ----------- |
|                | Marie-Noëlle Disdier    | DVD            | 724          | 24,83        | 1 360       | 48,04       |
|                | Pierre Denis            | PRG            | 711          | 24,38        | 1 471       | 51,96       |
|                | Vincent Leleu           | EÉLV           | 485          | 16,63        |             |             |
|                | Patrick Vigne           | DVG            | 364          | 12,48        |             |             |
|                | Cyrille Drujon D'Astros | UMP            | 235          | 8,06         |             |             |
|                | Luc Chardronnet         | PCF            | 208          | 7,13         |             |             |
|                | Yves Pruvoost           | FN             | 189          | 6,48         |             |             |
|                |                         |                |              |              |             |             |
| Inscrits       | Inscrits                | Inscrits       | 5 222        | 100,00       | 5 222       | 100,00      |
| Abstentions    | Abstentions             | Abstentions    | 2 208        | 42,28        | 2 198       | 42,09       |
| Votants        | Votants                 | Votants        | 3 014        | 57,72        | 3 024       | 57,91       |
| Blancs et nuls | Blancs et nuls          | Blancs et nuls | 98           | 3,25         | 193         | 6,38        |
| Exprimés       | Exprimés                | Exprimés       | 2 916        | 96,75        | 2 831       | 93,62       |

*sortant

### Canton de La Bâtie-Neuve
On retrouve un schéma équivalent à 2004 dans ce canton du sud du département. En effet, Joël Bonnaffoux, élu en 2008 maire du chef-lieu du canton, La Bâtie-Neuve, obtient aisément un troisième mandat en progressant d'une soixantaine de voix face à la même candidate FN, Monique Le Gourrierec qui obtient une centaine de voix de plus qu'en 2004. L'abstention bondissante de 18 points affecte surtout finalement le nouveau candidat de la droite qui se trouve cette fois être un opposant du conseil municipal de M. Bonnaffoux, Paul Colette, qui fait perdre 300 voix à la droite.
| Candidats      | Candidats             | Parti          | Premier tour | Premier tour |
| Candidats      | Candidats             | Parti          | Voix         | %            |
| -------------- | --------------------- | -------------- | ------------ | ------------ |
|                | Joël Bonnaffoux *     | PS             | 1 376        | 62,80        |
|                | Paul Colette          | DVD            | 463          | 21,13        |
|                | Monique Le Gourrierec | FN             | 352          | 16,07        |
|                |                       |                |              |              |
| Inscrits       | Inscrits              | Inscrits       | 3 654        | 100,00       |
| Abstentions    | Abstentions           | Abstentions    | 1 394        | 38,15        |
| Votants        | Votants               | Votants        | 2 260        | 61,85        |
| Blancs et nuls | Blancs et nuls        | Blancs et nuls | 69           | 3,05         |
| Exprimés       | Exprimés              | Exprimés       | 2 191        | 96,95        |

*sortant

### Canton du Monêtier-les-Bains
Après avoir défait de justesse le maire du Monêtier en 2004, le maire de La Salle-des-Alpes, Alain Fardella obtient finalement un second mandat face à l'adjointe de son prédécesseur, Anne-Marie Forgeoux-Damarius. Même si l'élection est serrée, on observe une progression en pourcentages pour le maire nouvellement radical de gauche, mais une perte pour chaque camp d'environ 200 voix surtout venue d'une abstention grimpant de 16 points. On note la présence d'une troisième candidate, Marie-Hélène Ponsart, conseillère municipale écologiste de Briançon, qui obtient un assez bon score et qui a pu en partie expliquer qu'Alain Fardella n'ait pas été réélu dès le premier tour.
| Candidats      | Candidats            | Parti          | Premier tour | Premier tour | Second tour | Second tour |
| Candidats      | Candidats            | Parti          | Voix         | %            | Voix        | %           |
| -------------- | -------------------- | -------------- | ------------ | ------------ | ----------- | ----------- |
|                | Alain Fardella *     | PRG            | 699          | 47,91        | 836         | 52,09       |
|                | Anne-Marie Forgeoux  | DVD            | 593          | 40,64        | 769         | 47,91       |
|                | Marie-Hélène Ponsart | EÉLV           | 167          | 11,45        |             |             |
|                |                      |                |              |              |             |             |
| Inscrits       | Inscrits             | Inscrits       | 3 171        | 100,00       | 3 170       | 100,00      |
| Abstentions    | Abstentions          | Abstentions    | 1 653        | 52,13        | 1 505       | 47,48       |
| Votants        | Votants              | Votants        | 1 518        | 47,87        | 1 665       | 52,52       |
| Blancs et nuls | Blancs et nuls       | Blancs et nuls | 59           | 3,89         | 60          | 3,60        |
| Exprimés       | Exprimés             | Exprimés       | 1 459        | 96,11        | 1 605       | 96,40       |

*sortant

### Canton de Rosans
C'est une défaite assez lourde et prévisible pour le conseiller socialiste sortant, Nicolas Rosin. Alors qu'il avait été élu au bénéfice de l'âge, ex æquo avec le sortant UMP de l'époque lors d'une triangulaire face également à l'UDF Gérard Tenoux, celui qui a également perdu la mairie de Rosans, est largement battu dès le premier tour par ce même Gérard Tenoux qui a réussi cette fois à fédérer toute la droite derrière sa seule candidature (il y avait 5 candidats de droite et un FN en 2004). Le maire de Bruis double ainsi son score personnel par rapport à 2004 mais fait perdre 150 voix environ à son camp. À gauche, le sortant est donc largement défait et ne dépasse, de surcroît, que d'une poignée de voix le candidat communiste et son collègue divers gauche du conseil municipal de Rosans, Pierre Michel.
| Candidats      | Candidats        | Parti          | Premier tour | Premier tour |
| Candidats      | Candidats        | Parti          | Voix         | %            |
| -------------- | ---------------- | -------------- | ------------ | ------------ |
|                | Gérard Tenoux    | DVD            | 411          | 53,24        |
|                | Nicolas Rosin *  | PS             | 126          | 16,32        |
|                | Pierre Michel    | DVG            | 121          | 15,67        |
|                | Michel Denieault | PCF            | 114          | 14,77        |
|                |                  |                |              |              |
| Inscrits       | Inscrits         | Inscrits       | 1 026        | 100,00       |
| Abstentions    | Abstentions      | Abstentions    | 232          | 22,61        |
| Votants        | Votants          | Votants        | 794          | 77,39        |
| Blancs et nuls | Blancs et nuls   | Blancs et nuls | 22           | 2,77         |
| Exprimés       | Exprimés         | Exprimés       | 772          | 97,23        |

*sortant

### Canton de Saint-Bonnet-en-Champsaur
Sans surprise, le président du conseil général, Jean-Yves Dusserre obtient largement un quatrième mandat en étant élu dès le premier tour, comme en 2004 et en 1998, gagnant même 200 voix par rapport à l'échéance précédente. Face à lui, il retrouve la même candidate de gauche, la maire radicale de gauche du village de La Motte-en-Champsaur, Claire Bouchet, et le même candidat communiste, le militant Emile Giuglaris. Ces deux candidats perdent chacun du terrain : la suppléante de Joël Giraud à l'Assemblée nationale perd 550 voix environ et le représentant du PC près de 200. Ces baisses de voix sont explicables par une abstention gagnant 11 % mais aussi du militant écologiste, Thierry Baud qui obtient plus de 400 voix juste devant le candidat FN qui stabilise l'extrême droite à près de 10 % soit 400 électeurs.
| Candidats      | Candidats            | Parti          | Premier tour | Premier tour |
| Candidats      | Candidats            | Parti          | Voix         | %            |
| -------------- | -------------------- | -------------- | ------------ | ------------ |
|                | Jean-Yves Dusserre * | UMP            | 2 281        | 58,13        |
|                | Claire Bouchet       | PRG            | 605          | 15,42        |
|                | Thierry Baud         | EÉLV           | 412          | 10,50        |
|                | Philippe Mollar      | FN             | 390          | 9,94         |
|                | Emile Giuglaris      | PCF            | 236          | 6,01         |
|                |                      |                |              |              |
| Inscrits       | Inscrits             | Inscrits       | 6 134        | 100,00       |
| Abstentions    | Abstentions          | Abstentions    | 2 133        | 34,77        |
| Votants        | Votants              | Votants        | 4 001        | 65,23        |
| Blancs et nuls | Blancs et nuls       | Blancs et nuls | 77           | 1,92         |
| Exprimés       | Exprimés             | Exprimés       | 3 924        | 98,08        |

*sortant

### Canton de Saint-Firmin
Quatre mois après les cantonales partielles qui l'avaient fait élire à la suite du décès du maire et conseiller de Saint-Firmin, Robert Blache, Marc Zecconi, comme beaucoup, devait s'attendre à voir se rejouer des élections assez similaires. En effet, face à l'indépendant de gauche, se présentent ses deux opposants de novembre 2010 : le maire divers droite de Saint-Maurice-en-Valgodemard, Daniel Alluis et le militant communiste Jérôme Bellon. Mais c'était sans compter sur la présence d'un quatrième compétiteur qui est apparu lors de cette élection, et pas des moindres, le nouveau maire sans étiquette de Saint-Firmin, Alain Freynet. À l'issue du premier tour, il triomphe du - de l'autre, puisqu'on peut considérer M. Freynet à droite - candidat de droite qui perd une centaine de voix mais doit s'incliner face au sortant avec un score tout de même en progrès de 100 voix par rapport à Daniel Alluis, quelques semaines plus tôt, au second tour. À noter que Saint-Firmin est l'un des seuls cantons à voir sa participation augmenter, de 3 points, par rapport à 2004 ; augmentation explicable par la seule présence d'un candidat FN face à Robert Blache à l'époque, ce qui avait dû décourager les électeurs de gauche. 
| Candidats      | Candidats      | Parti          | Premier tour | Premier tour | Second tour | Second tour |
| Candidats      | Candidats      | Parti          | Voix         | %            | Voix        | %           |
| -------------- | -------------- | -------------- | ------------ | ------------ | ----------- | ----------- |
|                | Marc Zecconi * | DVG            | 473          | 38,30        | 630         | 51,60       |
|                | Alain Freynet  | DVD            | 355          | 28,74        | 591         | 48,40       |
|                | Daniel Alluis  | DVD            | 302          | 24,45        |             |             |
|                | Jérôme Bellon  | PCF            | 105          | 8,50         |             |             |
|                |                |                |              |              |             |             |
| Inscrits       | Inscrits       | Inscrits       | 1 658        | 100,00       | 1 658       | 100,00      |
| Abstentions    | Abstentions    | Abstentions    | 407          | 24,55        | 395         | 23,82       |
| Votants        | Votants        | Votants        | 1 251        | 75,45        | 1 263       | 76,18       |
| Blancs et nuls | Blancs et nuls | Blancs et nuls | 16           | 1,28         | 42          | 3,33        |
| Exprimés       | Exprimés       | Exprimés       | 1 235        | 98,72        | 1 221       | 96,67       |

*sortant

### Canton de Savines-le-Lac
Le canton de Savines confirme son ancrage à droite, actif depuis 1979, en réélisant dès le premier tour Victor Berenguel. Celui qui est devenu entre-temps maire UMP de Savines-le-Lac obtient son second mandat dès le premier tour alors qu'il n'avait été élu qu'avec 9 voix d'avance en 2004 face à la candidate de gauche au second tour. Il avait cette fois pour s'opposer à lui, l'ancien conseiller général divers gauche d'Embrun, Alain Musson qui fait perdre plus de 200 voix à la gauche, en partie récupérées par l'écologiste Karine Goninet qui obtient 150 voix. Malgré une abstention en hausse de 5 %, le FN hausse timidement d'une trentaine de voix et donc surtout le sortant qui augmente de 200 voix par rapport au 1er tour de 2004, 100 par rapport au second.
| Candidats      | Candidats          | Parti          | Premier tour | Premier tour |
| Candidats      | Candidats          | Parti          | Voix         | %            |
| -------------- | ------------------ | -------------- | ------------ | ------------ |
|                | Victor Bérenguel * | UMP            | 666          | 59,78        |
|                | Alain Musson       | DVG            | 213          | 19,12        |
|                | Karine Goninet     | EÉLV           | 152          | 13,64        |
|                | Benoit Brun        | FN             | 83           | 7,45         |
|                |                    |                |              |              |
| Inscrits       | Inscrits           | Inscrits       | 1 578        | 100,00       |
| Abstentions    | Abstentions        | Abstentions    | 431          | 27,31        |
| Votants        | Votants            | Votants        | 1 147        | 72,69        |
| Blancs et nuls | Blancs et nuls     | Blancs et nuls | 33           | 2,88         |
| Exprimés       | Exprimés           | Exprimés       | 1 114        | 97,12        |

*sortant

### Canton de Serres
Pour sa quatrième élection, le conseiller et maire de Serres, Michel Roy est assez aisément réélu. Il obtient un score en légère baisse au second tour par rapport à 2004 : 1,5 % et plus de 80 voix en moins. Face à lui, une gauche qui se réorganise puisque le PS est cette fois absent, contrairement à 2004. Il retrouve néanmoins le même candidat communiste qu'en 2004, André Auberic, devenu entre-temps maire du village de L'Épine. Ce dernier bénéficie au premier tour du report logique de la plupart des voix de gauche, étant soutenu par le PS et le PRG, les autres allant au candidat écologiste qui est tout de même éliminé et dont les voix vont logiquement au candidat du PC qui obtient ainsi un nombre de voix équivalent au candidat de gauche au second tour en 2004. Un autre maire de village, le divers droite du Bersac, Dominique Drouillard se présentait également face à Michel Roy mais ne parvient pas à ébranler le sortant en n'obtenant qu'une centaine de voix sans entamer l'électorat du candidat UMP qui est quasiment au même nombre entre ce premier tour et celui de 2004. 
| Candidats      | Candidats            | Parti          | Premier tour | Premier tour | Second tour | Second tour |
| Candidats      | Candidats            | Parti          | Voix         | %            | Voix        | %           |
| -------------- | -------------------- | -------------- | ------------ | ------------ | ----------- | ----------- |
|                | Michel Roy *         | UMP            | 627          | 45,11        | 788         | 54,05       |
|                | André Auberic        | PCF            | 471          | 33,88        | 670         | 45,95       |
|                | Jean-Marc Marsollier | EÉLV           | 180          | 12,95        |             |             |
|                | Dominique Drouillard | DVD            | 112          | 8,06         |             |             |
|                |                      |                |              |              |             |             |
| Inscrits       | Inscrits             | Inscrits       | 2 152        | 100,00       | 2 152       | 100,00      |
| Abstentions    | Abstentions          | Abstentions    | 714          | 33,18        | 639         | 29,69       |
| Votants        | Votants              | Votants        | 1 438        | 66,82        | 1 513       | 70,31       |
| Blancs et nuls | Blancs et nuls       | Blancs et nuls | 48           | 3,34         | 55          | 3,64        |
| Exprimés       | Exprimés             | Exprimés       | 1 390        | 96,66        | 1 458       | 96,36       |

*sortant

### Canton de Tallard
Comme en 2004 où il avait dû souffrir la présence de deux autres candidats de droite face à lui, le conseiller de centre droit, cette fois à l'UMP, Jean-Michel Arnaud est réélu mais pas sans à nouveau affronter un autre candidat de droite et ce, jusqu'au second tour. Le maire de Tallard retrouve ainsi son éternel rival de droite, Roger Grimaud, qui s'était déjà opposé à lui en 2004 mais aussi aux municipales de sa ville en 2008. Ce dernier gagne tout de même au second tour plus de 200 voix par rapport à 2004, tandis que le sortant en perd 250. Face à ces divisions à droite, la gauche ne réussit pas à tirer son épingle du jeu, son candidat principal, le maire de Neffes, Michel Gay-Para, n'arrivant que troisième aux deux tours avec un score équivalent au PS en 2004, au second tour. En revanche, au premier tour, on observe un gonflement des voix de gauche qui ne réussit pas à se répercuter au second : les écologistes doublent leurs voix de 2004 avec la conseillère régionale Marie Tarbouriech, Michel Gay-Para obtient 150 voix de plus que le PS en 2004 et presque 200 voix sont récupérées par le PCF via son militant de Tallard, Gérard Janin. L'abstention en hausse de plus de 11 % au premier tour atteint surtout la droite qui perd presque 700 voix par rapport à 2004 mais pas les autres camps, la gauche donc mais aussi le FN qui progresse légèrement d'une cinquantaine de voix.
| Candidats      | Candidats            | Parti          | Premier tour | Premier tour | Second tour | Second tour |
| Candidats      | Candidats            | Parti          | Voix         | %            | Voix        | %           |
| -------------- | -------------------- | -------------- | ------------ | ------------ | ----------- | ----------- |
|                | Jean-Michel Arnaud * | UMP            | 1 015        | 31,55        | 1 331       | 40,01       |
|                | Roger Grimaud        | DVD            | 821          | 25,52        | 1 203       | 36,16       |
|                | Michel Gay-Para      | DVG            | 649          | 20,17        | 793         | 23,84       |
|                | Marie Tarbouriech    | EÉLV           | 331          | 10,29        |             |             |
|                | Bernadette Commier   | FN             | 214          | 6,65         |             |             |
|                | Gérard Janin         | PCF            | 187          | 5,81         |             |             |
|                |                      |                |              |              |             |             |
| Inscrits       | Inscrits             | Inscrits       | 4 683        | 100,00       | 4 683       | 100,00      |
| Abstentions    | Abstentions          | Abstentions    | 1 404        | 29,98        | 1 247       | 26,63       |
| Votants        | Votants              | Votants        | 3 279        | 70,02        | 3 436       | 73,37       |
| Blancs et nuls | Blancs et nuls       | Blancs et nuls | 62           | 1,89         | 109         | 3,17        |
| Exprimés       | Exprimés             | Exprimés       | 3 217        | 98,11        | 3 327       | 96,83       |

*sortant

### Canton de Veynes
Pas de suspense dans ce canton tenu par la gauche depuis les années 1960. Le socialiste Louis Massot obtient, comme en 2004, un nouveau mandat dès le premier tour. On observe néanmoins une baisse de 250 voix en sa faveur alors que le communiste Franck Gatounes réussit à faire monter le score de la gauche radicale de 350 voix par rapport à 2004 pour atteindre un quart des électeurs. Comme le socialiste, le candidat de la droite voit 250 voix disparaître de son camp par rapport à 2004. Ces baisses de voix peuvent trouver leur explication en partie dans la hausse de 12 points de l'abstention.
| Candidats      | Candidats       | Parti          | Premier tour | Premier tour |
| Candidats      | Candidats       | Parti          | Voix         | %            |
| -------------- | --------------- | -------------- | ------------ | ------------ |
|                | Louis Massot *  | PS             | 972          | 50,36        |
|                | Franck Gatounes | PCF            | 529          | 27,41        |
|                | Alain Lebœuf    | UMP            | 429          | 22,23        |
|                |                 |                |              |              |
| Inscrits       | Inscrits        | Inscrits       | 3 445        | 100,00       |
| Abstentions    | Abstentions     | Abstentions    | 1 390        | 40,35        |
| Votants        | Votants         | Votants        | 2 055        | 59,65        |
| Blancs et nuls | Blancs et nuls  | Blancs et nuls | 125          | 6,08         |
| Exprimés       | Exprimés        | Exprimés       | 1 930        | 93,92        |

*sortant